# گذرنامه پاکستانی
گذرنامهٔ پاکستانی یک مدرک سفر بین‌المللی است که توسط کشور پاکستان صادر می‌شود و بنا بر داده‌های سال ۲۰۲۳، دارندگان آن می‌توانستند به ۳۳ کشور دیگر بدون دریافت ویزا سفر کنند یا ویزا را در بدو ورود دریافت نمایند. این گذرنامه بر اساس رتبه‌بندی شاخص گذرنامهٔ هنلی در سال ۲۰۲۳ در رتبهٔ ۱۰۸ قرار داشت.
گذرنامهٔ پاکستانی توسط اداره کل مهاجرت و گذرنامه (DGIP) وزارت کشور پاکستان صادر می‌شوند. از ژانویه ۲۰۱۴، پاسپورت‌های پاکستانی ۵ الی ۱۰ سال اعتبار دارند. طبق قوانین ملی، گذرنامه‌های پاکستانی برای سفر به اسرائیل فاقد اعتبار است. با این حال، پاکستانی‌ها ممکن است پس از دریافت تاییدیه وزارت خارجه اسرائیل به اسرائیل سفر کنند.

## انواع
قانون گذرنامه، ۱۹۷۴ و راهنمای پاسپورت و ویزا (۱۹۷۴) صدور پاسپورت پاکستان را معین و مشخص می‌کند. دولت پاکستان برای اتباع خود سه نوع پاسپورت صادر می‌کند:
- گذرنامه‌های دیپلماتیک - صادر شده توسط وزارت امور خارجه برای دیپلمات‌ها و سایر دسته‌های دارای عنوان مشابه.[۵] رنگ جلد بیرونی این نوع پاسپورت قرمز است.[۶]
- گذرنامه‌های رسمی - برای سناتورها، اعضای مجلس ملی، وزرای استانی، قضات دادگاه عالی پاکستان و دادگاه‌های عالی، افسرانی که در خارج از کشور در مأموریت‌های رسمی با دولت‌ها خدمت می‌کنند و سایر مقامات دولتی صادر می‌شود. رنگ جلد بیرونی این نوع پاسپورت آبی است.[۷]
- گذرنامه‌های معمولی - صادر شده برای شهروندان عادی پاکستان، رنگ پوشش بیرونی این نوع پاسپورت سبز است.[۸]

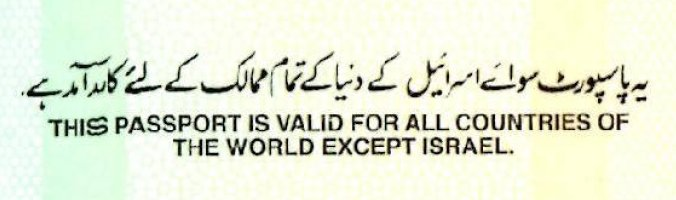
پاسپورت‌های پاکستانی حاوی یادداشتی است مبنی بر اینکه از گذرنامه نمی‌توان برای سفر به اسرائیل استفاده کرد